# Rellen rond kerst in Papatam
Er waren rellen rond kerst 2009 in Papatam, dicht bij Albina in Suriname. Deze begonnen op kerstavond nadat een marron tijdens een ruzie werd doodgestoken door een Braziliaan. Honderden marrons vielen Brazilianen en Chinezen aan, van wie er honderden hun onderkomen kwijtraakten. Er vielen dertien gewonden en twintig Braziliaanse vrouwen werden verkracht.

## Brazilianen in de goudwinning
Tijdens de Binnenlandse Oorlog (1986-1992) raakten de marrons in het binnenland geïsoleerd van Paramaribo en de rest van Suriname. Dit werd nog verstrekt door de geldzuivering van 1986 waardoor biljetten binnen drie dagen in de stad omgewisseld moesten worden, wat in de praktijk vrijwel onmogelijk was. Omdat het geld in het binnenland daardoor waardeloos raakte, kreeg de kleinschalige goudwinning een impuls. Garimpeiro's (Braziliaanse goudzoekers) werden aangeworven omdat ze kennis hadden van hydraulische goudwinning. De sector breidde zich uit en rond 2009 werkten naar schatting veertien duizend mensen in de kleinschalige goudsector, onder wie drie- tot vierduizend Aukaanse marrons en tien- tot elfduizend Brazilianen.

## Albina
Van oorsprong staat Albina bekend als een geliefd vakantieoord. Er stonden vakantiewoningen van bedrijven en mensen uit de stad. Een duik in de Marowijnerivier bracht verkoeling en de overtocht naar Frans-Guyana vormde een geliefd uitje. Dit kwam abrupt tot stilstand, toen Albina tijdens de Binnenlandse Oorlog in handen kwam van het Junglecommando. Tijdens de oorlog werd de weg naar Albina beschadigd. Begin jaren 1990 werd de veerverbinding naar Frans-Guyana weliswaar hersteld, maar keerden toeristen vrijwel niet meer terug.
In 2009 bevinden zich in dit gebied veel goudmijnen waar duizenden Brazilianen werken. De Brazilianen hier hebben een slecht imago en zouden uit de onderkast van Braziliaanse sloppenwijken afkomstig zijn. De marrons in dit gebied zouden het imago amper overstijgen en vaak een strafblad hebben. De onderlinge contacten gaan voornamelijk over handel. De groep Brazilianen en Chinezen was groeiende. In 2009 was het al enige tijd onrustig en was er geregeld wrijving tussen marrons en buitenlanders.

## Rellen
Het lont in het kruitvat was de doodsteek van een marron uit Papatam door een Braziliaanse goudzoeker op een feest tijdens kerstavond. De ruzie ging om een geldkwestie, waarvan gezegd werd dat de marron nog geld tegoed had omdat hij Brazilianen naar de overkant had gebracht. Vrienden van het slachtoffer voerden daarna een aanval uit tegen Brazilianen. Daarna groeide de groep met andere inwoners uit Papatam.
Honderden marrons trokken met hakmessen en andere wapens door de straten. Brazilianen werden mishandeld en beroofd. Toen de groep groter werd, liep de agressie uit op plunderingen, vernielingen en brandstichting.. Een complex van Chinese ondernemers, met twee winkels een tankstation en een hotel, moest het ontgelden. Hier deden Brazilianen hun inkopen voordat ze het binnenland introkken. De winkels werden geplunderd, het tankstation in brand gestoken en in het hotel werden vrouwen verkracht. Twintig Braziliaanse vrouwen deden daarvan aangifte; een van hen was zwanger en verloor haar ongeboren kind.
De politie meldde een dode, waarbij het zou zijn gegaan om de marron die tijdens het steekincident om het leven kwam; een getal van zeven dat rondging zou volgens de minister van Justitie en Politie, Chan Santokhi, niet bij de politie bekend zijn. Tijdens de rellen raakten dertien mensen gewond. Drie vrouwen raakten zwaar gewond en werden met steekwonden naar Frankrijk vervoerd; vier andere gewonden naar Paramaribo. Er werden acht voertuigen in brand gestoken en vier vernield. In de dagen erna zag Albina eruit als een oorlogsgebied. Er waren veel militairen op straat en verder was er bijna niemand te zien. Er werden 35 mensen gearresteerd, onder wie een hoge districtsambtenaar.
Bij elkaar evacueerde het leger rond de driehonderd Brazilianen en Chinezen, met name naar Paramaribo. Honderdtwintig zochten hun toevlucht in de Akoentoe Velantie Kazerne . De Braziliaanse president Lula da Silva zond een legervliegtuig naar Belém aan de grens met Frans-Guyana om landgenoten te repatriëren.
In Brazilië en het Caraïbisch gebied was de geweldsuitbraak uitgebreid in het nieuws. President Ronald Venetiaan veroordeelde de rellen scherp. Hij had contact gehad met zijn Braziliaanse tegenhanger, Lula da Silva, die hem had laten weten Suriname niets te verwijten. Minister Chan Santokhi noemde de rellen "een misdrijf tegen de menselijkheid".